# NGC 100
NGC 100 (другие обозначения — UGC 231, MCG 3-2-9, ZWG 457.12, FGC 42, PGC 1525) — спиральная галактика (Sc) в созвездии Рыбы.
Этот объект входит в число перечисленных в оригинальной редакции «Нового общего каталога».
Галактика была открыта американским астрономом Льюисом Свифтом 10 ноября 1885 года.
Галактика низкой поверхностной яркости в инфракрасном диапазоне. Чаще всего такие галактики небольшого размера, однако NGC 100 достаточно крупная. 